# Noiembrie 2002
Acest articol este generat integral pe baza informațiilor din articolul 2002 și este actualizat periodic de un robot.
 Editările făcute în articol vor fi șterse la următoarea actualizare! Dacă doriți să faceți modificări, editați articolul-sursă.

ianuarie -
februarie -
martie -
aprilie -
mai -
iunie -
iulie -
august -
septembrie -
octombrie -
noiembrie -
decembrie
Noiembrie 2002 a fost a unsprezecea lună a anului și a început într-o zi de vineri.

## Evenimente
- 18 noiembrie: Bursa de Valori București a fost admisă ca membru corespondent al Federației Europene a Burselor de Valori, care cuprinde 31 de membri plini și 8 asociați din rândul burselor mari din Europa.
- 21/22 noiembrie: La summitul de la Praga, șapte țări au fost invitate spre a începe negocierile de aderare cu NATO: Bulgaria, Estonia, Letonia, Lituania, România, Slovacia și Slovenia. Țările invitate s-au alăturat NATO în 2004.
- 23 noiembrie: Președintele Statelor Unite ale Americii, George W. Bush, a sosit la București, într-o vizită oficială. Este cel de-al patrulea președinte american care a vizitat România, după Gerald Ford, Richard Nixon și Bill Clinton.

## Nașteri
- 10 noiembrie: Eduardo Camavinga, fotbalist angolez
- 13 noiembrie: Emma Răducanu, jucătoare britanică de tenis, de etnie română
- 19 noiembrie: Gaia Cauchi, cântăreață malteză
- 25 noiembrie: Pedri, fotbalist spaniol

## Decese
- 2 noiembrie: Eduard Covali, 72 ani, regizor de teatru, român (n. 1930)
- 3 noiembrie: Lonnie Donegan, 71 ani, cântăreț britanic (n. 1931)
- 4 noiembrie: Antonio Margheriti, 72 ani,  regizor de film italian (n. 1930)
- 6 noiembrie: Eleonora Costescu, 86 ani, autoare română și critic literar (n. 1916)
- 7 noiembrie: Rudolf Karl Augstein, 79 ani, jurnalist german (n. 1923)
- 7 noiembrie: Simion Lungul, 75 ani, compozitor sovietic și moldovean (n. 1927)
- 10 noiembrie: Lucilia Georgescu-Stănculeanu, 77 ani, cercetătoare, folcloristă și etnomuzicologă română (n. 1925)
- 11 noiembrie: Frances Ames, 82 ani, medic neurolog și activistă sud-africană (n. 1920)
- 13 noiembrie: Alexandru Dragomir, 86 ani, filosof român (n. 1916)
- 13 noiembrie: Lev Iaruțki, 70 ani, evreu basarabean, etnograf, corespondent, profesor sovietic și ucrainean (n. 1931)
- 17 noiembrie: Abba Eban (n. Aubrey Solomon Meir Eban), 87 ani, diplomat și om politic israelian (n. 1915)
- 18 noiembrie: James Coburn (James Harrison Coburn III), 74 ani, actor american de film (n. 1928)
- 19 noiembrie: Vito Ciancimino, 78 ani, politician italian (n. 1924)
- 22 noiembrie: Infanta Beatriz a Spaniei (n. Beatriz Isabel Federica Alfonsa Eugenia Cristina María Teresa Bienvenida Ladislàa), 93 ani, fiica regelui Alfonso al XIII-lea al Spaniei (n. 1909)
- 22 noiembrie: Rafał Gan-Ganowicz, 70 ani, soldat polonez (n. 1932)
- 24 noiembrie: John Rawls, 81 ani, filosof american (n. 1921)
- 27 noiembrie: Wolfgang Preiss, 92 ani, actor german de teatru, film și televiziune (n. 1910)
- 28 noiembrie: Zaharia Sângeorzan, 63 ani, critic literar român (n. 1939)
- 28 noiembrie: Dan Tufaru (n. Dan-Dumitru Tufar), 58 ani, actor român (n. 1944)